# Giovanni Batista Brentano-Cimaroli
Giovanni Batista Brentano-Cimaroli (* 1670 in Bonzanico; † 13. März 1732) war ein Unternehmer aus der weitverzweigten Familie Brentano.

## Leben
Giovanni Batista Brentano-Cimaroli erschien im Jahr 1701 im Rathaus von Günzburg, um die Niederlassung seiner Familie in Günzburg vorzubereiten. Im Jahr 1704 erhielt er zusammen mit der Günzburger Familie Rebay das Recht über die Bleiche. Gleichzeitig war er im Leinwandhandel tätig.

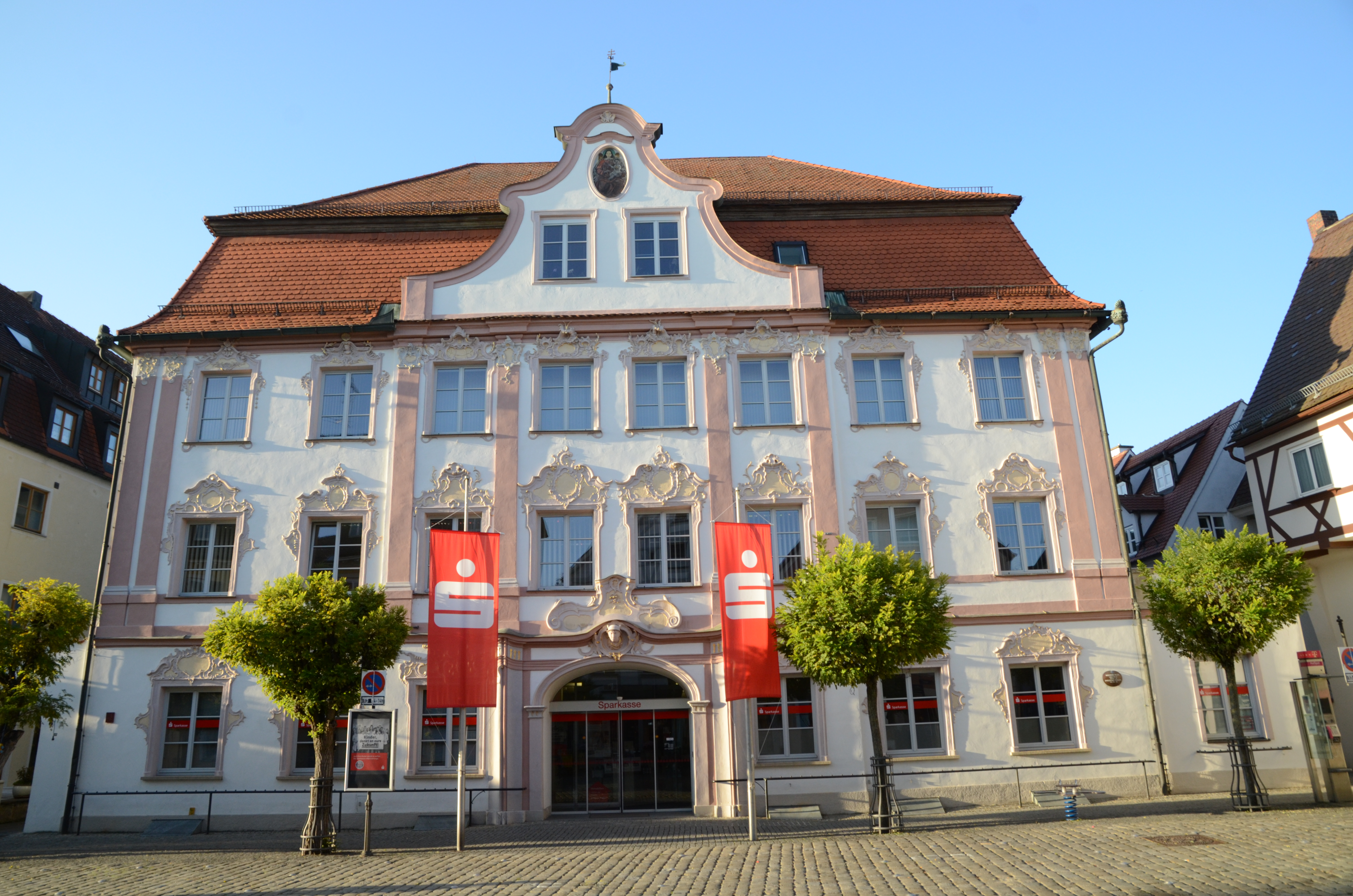
Brentano-Haus in Günzburg

Der älteste Sohn von Giovanni Batista Brentano-Cimaroli, Carl Josef Maria (1705–1780), war kaiserlicher Rat und Großkaufmann. Er ließ 1747 ein repräsentatives Stadtpalais in Günzburg errichten.